# Dicée porte-flamme
Dicaeum igniferum
Espèce
Statut de conservation UICN

 LC  : Préoccupation mineure
Le Dicée porte-flamme (Dicaeum igniferum) est une espèce de passereaux de la famille des Dicaeidae.

## Répartition
Cet oiseau est répandu à travers les petites îles de la Sonde.

## Habitat
Il habite les forêts humides tropicales et subtropicales.